# Jan van Boendale
Janus Clericus ou Jan de Clerck, dit Jan van Boendale (né à Tervueren en 1279 et mort à Anvers en 1351), secrétaire de la ville d'Anvers, fut à la fois homme de science, écrivain et poète de langue néerlandaise.

## Biographie
Après avoir été comme Jean de Ruysbroeck, élève de l'école capitulaire de Sainte Gudule à Bruxelles, Jan van Boendale se consacra à la littérature moralisante à l'imitation des œuvres qui avaient alors du succès en France.
Dans son Miroir des Laïcs (Der leken Spieghel), où apparaît l'ironie et l'anticléricalisme bourgeois (malgré son nom qui signifie le Clerc!), il s'oppose en démocrate de milieu urbain au système féodal du monde rural.
Il est le représentant d'une époque où les Pays-Bas étaient, comme l'Italie, une civilisation urbaine avec ses puissantes républiques comme Gand, Bruges, Ypres, Bruxelles, etc. opposées au monde féodal et rural.
Il avait certainement déjà lu les écrits des Anciens et ne craignait pas de dire aux seigneurs:
« het recht staat boven u; u bent dienaar van het recht. » : « vous êtes des serviteurs du droit, celui-ci vous domine. »
Inspiré de diverses chroniques latines, il a écrit la fameuse épopée des « Gestes de Brabant » (Brabantsche Yeesten), intéressante concernant les origines et la fondation de Bruxelles, mais qui furent complétées par divers autres auteurs.

## Éditions critiques
- F. Willems, Brabantsche yeesten; Les gestes des ducs-de-Brabant par Jean de Klerk d'Anvers, 2 dln. (1839-1843)
- M. de Vries, Der leken spieghel, 4 dln. (1844-1848)
- F.A. Snellaert, `Jans Teesteye' en `Boec vander wraken', in Nederlandsche gedichten uit de veertiende eeuw van J.B., Hein van Aken en anderen (1869)
- J.F.J. van Tol, Sidrac (1936)
- G. Ljunggren, Der leken Spieghel (1963), Middelnederduitse vert.